# Stal 158 SA-1
Furgon, Stal 158 SA-1 – polski samochód elektryczny opracowany i produkowany przez Hutę Stalowa Wola od 1959.

## Historia
Prace projektowe rozpoczęto w 1956. W 1959, na XXVI Targach Poznańskich, został zaprezentowany prototyp, i w tym samym roku uruchomiono produkcję seryjną furgonu, na bazie produkowanych w Hucie Stalowa Wola, platformowych wózków elektrycznych. Pojazd mógł zabrać dwie osoby i 800 kg ładunku. Prędkość maksymalna z obciążeniem wynosiła 25 km/h, a zasięg 80 km.
Samochód posiadał metalową, dwuosobową kabinę, która charakteryzowała się zamkniętą konstrukcją. Zastosowano w niej dwa oddzielne fotele, które posiadały amortyzację w postaci pętli gumowych. Z wyglądu samochód  przypominał ówczesnego Stara 20. Z tyłu zamontowano skrzynię ładunkową o wymiarach 2340×1500 mm.
Konstrukcja miała wymiary; 3,9 metra długości, 1,65 metra szerokości, oraz 2,1 metra wysokości, a waga samochodu „na pusto” wynosiła 2036 kg.
Regulacja prędkości jazdy  odbywała się w sposób płynny za pomocą rozrusznika (rezystora regulowanego).
Według dostępnych danych model Stal 158 SA-1 wyprodukowano w około 150 egzemplarzach.
W 1959 kosztował 75 tys. zł.

## Dane techniczne
- Prędkość maksymalna: 30 km/h bez obciążenia i 25 km/h z obciążeniem
- Zasięg na jednym ładowaniu: około 100 km bez obciążenia i 80 km z obciążeniem
- Masa pojazdu: około 2336 kg
- Nośność: około 800 kg
- Silnik elektryczny: prądu stałego, PZS Pa-54
- Moc ciągła: około 4,9 KM (3,6 kW)
- Moc maksymalna (godzinowa): około 10,2 KM (7,5 kW)
- Przeniesienie napędu: stałe przełożenie
- Akumulatory: kwasowe baterie akumulatorowe Tz-225/6, o  pojemności 240 Ah, których ogniwa w liczbie 40 usytuowano w dwóch skrzyniach po 20 ogniw każda
- Energia zgromadzona w akumulatorach: nominalnie około 19,2 kWh (240 Ah, 80 V)[1]